# Distretto di Omas
Il distretto di Omas è uno dei trentatré distretti della provincia di Yauyos, in Perù. Si trova nella regione di Lima e si estende su una superficie di 295,35 chilometri quadrati.
Istituito il 28 luglio 1821, ha per capitale la città di Omas.